# Majestic Prince
Majestic Prince (1966-1981) est un cheval de course pur-sang. Membre du Temple de la renommée des courses américaines, il ne connut qu'une fois la défaite.

## Carrière de course
Bien né, Majestic Prince passe aux ventes de yearlings de Keeneland en septembre 1967, où le magnat canadien du pétrole Frank McMahon débourse 250 000 dollars (environ 2 millions de dollars actuels) pour l'acquérir. Il confie le poulain à son ami Johnny Longden, ancien crack-jockey qui vient de s'établir comme entraîneur en Californie. Majestic Prince commence sa carrière très tard dans son année de 2 ans, pour deux victoires, dont l'une de justesse face à Right Cross dans une allowance. À 3 ans, le poulain réapparaît dans les Los Feliz Stakes et cette fois il met quatre longueurs à ce même Right Cross, signe qu'il est en constants progrès. Ces deux faciles victoires dans les San Vicente Stakes et les San Jacinto Stakes le désigne comme le meilleur poulain de Californie, ce qu'il confirme plus que brillamment dans le Santa Anita Derby, où il écrase de toute une classe ce qui se fait de mieux sur la Côte Ouest.  
Reste qu'aux États-Unis, la Californie fait souvent figure de province vis-à-vis des chevaux huppés de la Côte Est. Et tant qu'il ne les a pas affronté, Majestic Prince ne peut revendiquer plus qu'un titre de champion régional. Il lui reste donc à se montrer dans le Kentucky. Ses débuts à Churchill Downs, dans le Stepping Stone Purse, montrent à ses futurs adversaires du Kentucky Derby de quel bois il se chauffe : il remporte cette préparatoire de six longueurs en établissant un nouveau record de la mythique piste. La Côte Est est prévenue, et dans le Derby Majestic Prince s'élance en favori d'un peloton compact mais très bien composé, où on lui oppose Top Knight, le champion des 2 ans, Dike, un élève de Claiborne Farm à la flatteuse réputation, voire Arts and Letters, monté pour la première fois par le surdoué Braulio Baeza. Ce dernier a été régulier dans les préparatoires et, bien que largement battu par Top Knight dans le Florida Derby, il vient de survoler de 15 longueurs les Blue Grass Stakes. Et c'est bien lui, Arts and Letters, qui va pousser le Californien jusque dans ses derniers retranchements, le contraignant à effectuer son parcours à l'extérieur pour ne lui concéder qu'une encolure sur le poteau. Majestic Prince devient le premier cheval à remporter le Kentucky Derby invaincu depuis Morvich en 1922 et Johnny Longden le premier, et seul à ce jour, professionnel à remporter le Derby en tant qu'entraîneur après l'avoir gagné comme jockey.
Bis repetita dans les Preakness Stakes : Arts and Letters et Majestic Prince se retrouvent à la lutte dans la ligne droite et encore une fois c'est Majestic Prince qui en sort vainqueur, d'une tête - l'écart se resserre. Mais après la course, Johnny Longden annonce à la presse que son protégé s'est fait mal à un tendon et qu'il ne sera pas en mesure de courir à 100% de ses moyens les Belmont Stakes, troisième manche de la Triple Couronne. Majestic Prince est rapatrié en Californie avec l'accord de son propriétaire pour y être mis au repos jusqu'à l'automne. Mais les spéculations vont bon train et la presse met une énorme pression sur l'entourage du jeune champion, lui reprochant de craindre la défaite et de laisser passer l'occasion, unique, de remporter la Triple Couronne en restant invaincu. Est-ce cette pression aux airs de défi qui a fait changer d'avis Franck McMahon ? Toujours est-il que le propriétaire, contre l'avis de Johnny Longden et du jockey, le grand Bill Hartack, décide que Majestic Prince courra finalement les Belmont. Il sera donc le premier cheval à s'y présenté invaincu et en ayant remporté les deux premières manches de la Triple Couronne (seuls l'imiteront Seattle Slew en 1977, Smarty Jones en 2004 et Justify en 2018). Longden et Hartack avaient raison, et ne se priveront pas de le dire : Majestic Prince n'était pas à son meilleur, son tendon le faisait toujours souffrir, et ils ne furent guère étonnés quand Arts and Letters l'éteignit dans la ligne droite, le laissant à 5 longueurs et demi. Longden tenta de le remettre sur pied à la fin de la saison, et le garda à l'entraînement l'année suivante, mais en vain. Majestic Prince ne reverra jamais un hippodrome.  
La rivalité Majestic Prince/Arts and Letters garde son mystère : les poulains se tenaient de près mais le second nommé aurait-il pu battre son rival à la régulière ? On ne le saura jamais. En attendant, Majestic Prince l'a battu deux fois avant que son tendon le trahisse et dans sa liste des 100 meilleurs chevaux de sport hippique américain du XXe siècle établie en 1999, le magazine The Blood-Horse considère qu'il était le meilleur des deux : il classe Majestic Prince à la 46e place et Arts and Letters à la 67e. Pourtant lorsqu'il s'agit de désigner le Cheval de l'année 1969, c'est bien Arts and Letters qui décroche la palme, fort d'une deuxième partie de saison éblouissante et vierge de toute défaite. Tous deux se suivront dans le Temple de la renommée des courses américaines, où Majestic Prince est admis en 1988, six ans avant son unique tombeur.  

### Résumé de carrière
| Date        | Hippodrome      | Pays        | Course               | Distance    | Jockey      | Place       | Écart       | Vainqueur ou deuxième |
| 1968, 2 ans | 1968, 2 ans     | 1968, 2 ans | 1968, 2 ans          | 1968, 2 ans | 1968, 2 ans | 1968, 2 ans | 1968, 2 ans | 1968, 2 ans           |
| ----------- | --------------- | ----------- | -------------------- | ----------- | ----------- | ----------- | ----------- | --------------------- |
| 28 novembre | Bay Meadows     | États-Unis  | Maiden               | 1 200 m     | B. Hartack  | 1er / 12    | 2 ¾         | Applicator            |
| 26 décembre | Santa Anita     | États-Unis  | Allowance            | 1 200 m     | B. Hartack  | 1er / 8     | nez         | Right Cross           |
| 1969, 3 ans |                 |             |                      |             |             |             |             |                       |
| 7 janvier   | Santa Anita     | États-Unis  | Los Feliz Stakes     | 1 300 m     | B. Hartack  | 1er / 7     | 4           | Right Cross           |
| 6 février   | Santa Anita     | États-Unis  | San Vicente Stakes   | 1 400 m     | B. Hartack  | 1er / 6     | 5 ½         | Elect The Ruler       |
| 27 février  | Santa Anita     | États-Unis  | San Jacinto Stakes   | 1 600 m     | B. Hartack  | 1er / 8     | 4           | Mr. Joe F.            |
| 29 mars     | Santa Anita     | États-Unis  | Santa Anita Derby    | 1 800 m     | B. Hartack  | 1er / 10    | 8           | Mr. Joe F.            |
| 26 avril    | Churchill Downs | États-Unis  | Stepping Stone Purse | 1 400 m     | B. Hartack  | 1er / 3     | 6           | Fast Hilarious        |
| 3 mai       | Churchill Downs | États-Unis  | Kentucky Derby       | 2 000 m     | B. Hartack  | 1er / 8     | enc.        | Arts and Letters      |
| 17 mai      | Pimlico         | États-Unis  | Preakness Stakes     | 1 900 m     | B. Hartack  | 1er / 8     | tête        | Arts and Letters      |
| 7 juin      | Belmont Park    | États-Unis  | Belmont Stakes       | 2 400 m     | B. Hartack  | 2e / 11     | 5 ½         | Arts and Letters      |

## Au haras
En 1970, Majestic Prince est syndiqué pour 1,8 million de dollars et envoyé au grand haras Spendthrift Farm dans le Kentucky. Il s'y révèlera plutôt bon étalon, père de 33 stakes winners parmi lesquels Coastal qui, lui, parviendra à gagner les Belmont Stakes en 1979. Il meurt d'une crise cardiaque en 1981. 

## Origines
Majestic Prince est un fils du grand Raise a Native, étalon ultra influent puisqu'il est le père de Mr. Prospector, de Alydar ou encore de Exclusive Native, le père de Affirmed, au point d'être la principale alternative à l'omniprésent Northern Dancer en lignée mâle. Sa mère Gay Hostess n'a pas couru mais elle revendique aussi Crowned Prince, que Franck McMahon acquis aux ventes de yearlings de Keeneland pour $ 510 000 et envoya en Angleterre où il connut une très brève mais brillante carrière, étant couronné meilleur 2 ans de sa génération grâce à ses victoires dans les Champagne Stakes et les Dewhurst Stakes. Elle est aussi la troisième mère de Real Quiet, qui manqua pour un nez de remporter la Triple Couronne en 1998. Il s'agit d'une famille maternelle française issue de l'élevage d'Edmond Blanc, qui prend pied aux États-Unis dans les années 40 à la faveur de l'importation de Boudoir. Cette jument classique, deuxième des Irish 1000 Guineas, allait brillamment tracer au haras. Elle est la mère de Your Host, vainqueur du Santa Anita Derby en 1950 et la grand-mère de la grande poulinière Flower Bowl, mère de l'étalon de tête His Majesty, de l'étoile filante Graustark, de la Hall of Famer Bowl of Flowers, d'où Whiskey Road, qui s'illustra comme étalon en Australie. 

### Pedigree
| Origines de Majestic Prince (USA), mâle alezan né en 1966 | Origines de Majestic Prince (USA), mâle alezan né en 1966 | Origines de Majestic Prince (USA), mâle alezan né en 1966 | Origines de Majestic Prince (USA), mâle alezan né en 1966 |
| --------------------------------------------------------- | --------------------------------------------------------- | --------------------------------------------------------- | --------------------------------------------------------- |
| Père Raise a Native                                       | Native Dancer                                             | Polynesian                                                | Unbreakable                                               |
| Père Raise a Native                                       | Native Dancer                                             | Polynesian                                                | Black Polly                                               |
| Père Raise a Native                                       | Native Dancer                                             | Geisha                                                    | Discovery                                                 |
| Père Raise a Native                                       | Native Dancer                                             | Geisha                                                    | Miyako                                                    |
| Père Raise a Native                                       | Raise You                                                 | Case Ace                                                  | Teddy                                                     |
| Père Raise a Native                                       | Raise You                                                 | Case Ace                                                  | Sweetheart                                                |
| Père Raise a Native                                       | Raise You                                                 | Lady Glory                                                | American Flag                                             |
| Père Raise a Native                                       | Raise You                                                 | Lady Glory                                                | Beloved                                                   |
| Mère Gay Hostess                                          | Royal Charger                                             | Nearco                                                    | Pharos                                                    |
| Mère Gay Hostess                                          | Royal Charger                                             | Nearco                                                    | Nogara                                                    |
| Mère Gay Hostess                                          | Royal Charger                                             | Sun Princess                                              | Solario                                                   |
| Mère Gay Hostess                                          | Royal Charger                                             | Sun Princess                                              | Mumtaz Begum                                              |
| Mère Gay Hostess                                          | Your Hostess                                              | Alibhai                                                   | Hyperion                                                  |
| Mère Gay Hostess                                          | Your Hostess                                              | Alibhai                                                   | Teresina                                                  |
| Mère Gay Hostess                                          | Your Hostess                                              | Boudoir II                                                | Mahmoud                                                   |
| Mère Gay Hostess                                          | Your Hostess                                              | Boudoir II                                                | Kampala (famille 4-d)                                     |